# Ryō Satō (Fußballspieler, September 1997)
Ryō Satō (japanisch 佐藤 諒 Satō Ryō; * 24. September 1997) ist ein japanischer Fußballspieler.

## Karriere
Ryō Satō erlernte das Fußballspielen in der Schulmannschaft des Biwako Seikei Sport College. Seinen ersten Vertrag unterschrieb er am 1. Februar 2020 beim FC Tiamo Hirakata. Der Verein aus Hirakata, einer Stadt in der Präfektur Osaka auf Honshū, spielte in der fünften Liga, der Kansai Soccer League (Div. 1). Am Ende der Saison feierte er mit den Verein die Meisterschaft und den Aufstieg in die vierte Liga. Nach insgesamt 39 Ligaspielen wechselte er im Januar 2022 zum Drittligisten Ehime FC. Sein Drittligadebüt für den Klub aus Ehime gab Ryō Satō am 13. März 2022 (1. Spieltag) im Heimspiel gegen Kataller Toyama. Hier stand er in der Startelf und wurde in der 73. Minute gegen Shunsuke Motegi ausgewechselt. Kataller Toyama gewann das Spiel 2:1. Am Ende der Saison 2023 feierte er mit Ehime die Drittligameisterschaft und den Aufstieg in die zweite Liga.

## Erfolge
FC Tiamo Hirakata
- Kansai Soccer League (Div. 1): 2020  ▲

Ehime FC
- Japanischer Drittligameister: 2023  ▲